# 924 v.Chr.
Het jaar 924 v.Chr. is een jaartal volgens de christelijke jaartelling.

## Gebeurtenissen

### Egypte
- Koning Osorkon I - de tweede farao van de 22e dynastie van Egypte - bestijgt de troon.
- Kroonprins Sjosjenq II wordt in Thebe benoemd tot hogepriester van Amon.
- Egypte valt koning Rechabeam van Judea aan. De Egyptische legers plunderen de tempel van Jeruzalem.

## Overleden
- Sjosjenq I, farao van Egypte